# 玉椿 (VANILLAのアルバム)
『玉椿』（たまつばき）は、VANILLAの2枚目のアルバム。

## 収録曲
1. NO NO NO (5:23)
作詞：坂巻晋、作曲：野山昭雄
2. ストロボ (3:03)
作詞：近田春夫、作曲：野山昭雄
3. 爆楽天 (2:40)
作詞：野山昭雄、作曲：野山昭雄
4. 彼女はサイコキラー (4:10)
作詞：川西幸一、作曲：野山昭雄
5. メラ☆メラ (5:18)
作詞：森雪之丞、作曲：野山昭雄
4thシングル。
6. 月の輪熊 (2:01)
作曲：野山昭雄
7. デカメロン (4:15)
作詞：森雪之丞、作曲：野山昭雄
8. ルンバ '96 (4:01)
作詞：川西幸一、作曲：野山昭雄
9. つばさ (4:21)
作詞：近田春夫、作曲：野山昭雄
3rdシングル。
10. Say Yeah! (2:32)
作曲：野山昭雄
11. 星が降る (6:10)
作詞：森雪之丞、作曲：野山昭雄
12. マニアック (4:08)
作詞：森雪之丞、作曲：野山昭雄
13. スカした女 (3:56)
作詞：坂巻晋、作曲：野山昭雄
14. 月のマグマ (2:34)
作曲：野山昭雄